# Beisso
Beisso és un centre poblat de l'Uruguai, ubicat al nord del departament de Río Negro, sobre el límit amb Paysandú. Té una població aproximada de 150 habitants segons les dades del cens del 2004.
Es troba a 158 metres sobre el nivell del mar.